# Mtfongwaneni
Mtfongwaneni – inkhundla w dystrykcie Manzini w Królestwie Eswatini.
Według spisu powszechnego ludności z 2007 roku, Mtfongwaneni miało powierzchnię 255 km² i zamieszkiwało je 17 302 mieszkańców. Dzieci i młodzież w wieku do 14 lat stanowiły ponad połowę populacji (9170 osób). W całym inkhundla znajdowało się wówczas dziewięć szkół podstawowych i jedna placówka medyczna.
W 2007 roku Mtfongwaneni dzieliło się na pięć imiphakatsi: Bulunga, Ehlane, Gundwini, Lwandle i Ndlandlameni. W 2020 roku Ngwempisi składało się z czterech imiphakatsi: Gundvwini/Lesibovu, Hlane/Bulunga, Lwandle i Ndlandlameni. Przedstawicielem inkhundla w Izbie Zgromadzeń Eswatini był wówczas Roy Fanourakis.